# 田村香織
田村 香織（たむら かおり、1973年2月20日 - ）は、日本の元AV女優。

## 略歴
1992年4月にデビューした、1990年代前半に活躍した人気AV女優の一人である。
1994年に引退。

## 出演作品

### アダルトビデオ
1992年
- 夢見る頃を過ぎても （4月17日、VIP） ※デビュー作
- あなたしか見せない （5月22日、アリスJAPAN）
- 名器獣 5 （6月5日、VIP）
- たま〜にキスして またにして （6月26日、アリスJAPAN）
- たまにはしゃぶりつきたい 9 （7月18日、Stella）
- フラッシュパラダイス （7月31日、アリスJAPAN）
- 出血大制服 Vol.14 （8月7日、VIP）
- 田村香織 （8月7日、笠倉出版社）
- 貸し出された若妻 ～可愛い奥さんおこめ好き～ （8月28日、DIRECTORS）
- 美畜レイプ （9月12日、Stella）
- 男狩り （9月30日、KUKI）
- お口にいっぱい 2 （10月5日、笠倉出版社）
- H秘書はナマがお好き PART 10 （10月7日、CHER）
- 田村香織のBU・SU （10月31日、サマンサ）
- もだえすぎちゃう （10月、VIP）※「夢見る頃を過ぎても」を再編集したもの
- 狙われた女教師 4 （11月13日、SHY）
- 爪先まで愛して （11月28日、EVE）
- SEXしよっ!! （11月28日、笠倉出版社）
- 猥褻なるオブジェ （12月9日、KUKI）
- 田村香織スペシャル 過激に深く （12月11日、笠倉出版社）
- ウェディングスレイブ 3 （12月25日、CHER）
- Tバックだらけの水泳大会 〜スーパーハードバージョン〜 （12月26日、SODOM）…共演:樹まり子、篠宮響子、白都彩香、小島ゆか、藤本綾子、川合美幸、斉藤明美、桑原かをり、森山芽衣子、石川奈々美、大友みゆき、田中絵里、小泉未来
- 魅惑のヴィーナス （パテオ）
- むりやりしないで （VIP）＊「美畜レイプ」を再編集したもの

1993年
- 監禁病棟 （1月16日、SHY）
- エッチの好きな若奥様 2 （1月26日、ARENA）
- 笑う桃 （2月12日、CHER）
- 蜜戯のマリオネット （2月27日、KUKI）
- 痴漢いたずら電車 田村香織・柴田はるか・児島理乃 （2月、二見書房）
- ザ・極み （3月12日、VIP）
- 真珠の魔性 （3月27日、サマンサ）
- 田村香織の初体験物語 （3月、サクセス・ビデオ・コミュニティー）＊「あなたしか見せない」を再編集したもの
- 美乳 （4月11日、BAZOOKA）
- 制服ワイセツ 奥までめくって （4月30日、ATHENA）
- 奥さんひと突きでいいからお願いしますよ （5月14日、アリスJAPAN）
- 田村香織の本性 アノ芽がピクピク （5月28日、ATHENA）
- 顔面フェチ 二つの顔を持つ女 （6月12日、Stella）
- ごめんなさい （6月26日、KUKI）
- AV TOPギャルズベスト10　6 あぶない贈り物 （6月、笠倉出版社）＊オムニバス作品
- 若妻とろけ腰 （7月9日、アリスJAPAN）
- 箱の中の人妻 （7月21日、ATHENA）
- Tバックだらけの水泳大会 2 （7月24日、SODOM）…共演:憂木瞳、白都彩香、石川奈々美、風間エリカ、川島亜弥、小島ゆか、加藤真琴、桑原かをり、真下奈々江、八萩純、水本磨鈴、愛川零美、富田靖代、木下マリコ
- 瞳のユウワク ミステリアス・ラヴァ （7月、大洋図書）
- 濡れたい時にあなたはいない （8月14日、エイトマン）…共演:中山アンナ
- 田村香織の制服天国 2 （8月25日、KUKI）
- ファイナルラブソディー （9月11日、シャイ企画）
- これがとどめだ！ 暴淫暴色 （9月16日、h.m.p）
- 制服スナイパーDX オールスターコレクション （10月23日、新東宝）＊オムニバス作品
- 制服ごっこ めくられて夢気分 （10月25日、ステージメディア）
- めざせ AVリーグ 11人の淫乱天使たち （12月18日、KUKI）＊オムニバス作品
- 性獣の裂び （アイザック）

1994年
- AVギャル列伝 5（1月9日、笠倉出版社）全17名
- ダブルファイナル 性力増強!! お下劣クリニック （5月28日、SODOM）…共演:手塚莉絵 ※引退作
- 触毛恥体 （8月2日、テーピーエス）
- Tバックだらけでまるごと50人!! 〜超過激ドスケベゲーム大全集〜 （9月24日、SODOM）…共演:憂木ひとみ ほか 他出演:樹まり子、野坂なつみ、桜木ルイ ほか  ※総集編
- THE 制服コレクション （10月11日、アテナ映像）＊オムニバス作品
- THE アイドルコレクション （12月11日、アテナ映像）＊オムニバス作品
- LONDON GAME ナマシャブふたりで絶頂 （アイザック）
- マニョマニョされたの （アイザック）
- SENSiTiVE LOVE 秘所まで愛して （アイザック）

1995年
- THE アイドルコレクション 2 （2月11日、アテナ映像）＊オムニバス作品

1997年
- スーパーコレクション 狙われた女教師 （1月14日、シャイ企画）＊オムニバス作品

1999年
- Forever actress vol.05 田村香織 （9月2日、h.m.p）顔面フェチ／たまにはしゃぶりつきたい 9 を収録

2000年
- 織姫 （2月18日、エッチ アール シー）
- お宝スペシャル AVアイドルFUCK20連発（8月10日、ロイヤルアート）全20名
- コスプレDX 制服の女神たち（9月27日、シャイ企画）全8名

2001年
- コスプレ DX 制服の女神たち （1月21日、シャイ企画）＊オムニバス作品
- エッチな看護婦さん スペシャル （2月28日、エイトマン）＊オムニバス作品
- 鮎川真理・田村香織 / 淫女伝説 （3月21日、ロイヤルアート）

2002年
- 田村香織 SHY VINTAGE （12月25日、シャイ企画）

2003年
- Forever Actress Vol.05 田村香織 （9月11日、エイチ・アンド・ティー）
- ノーカット バリューパック！！ 田村香織 （12月19日、アリスJAPAN） あなたしか見せない／フラッシュパラダイス／たま〜にキスして またにして を収録

2004年
- Re:田村香織 （8月27日、ロイヤルアート）たまにはしゃぶりつきたい 9 ／美畜レイプ を収録
- LEGEND GIRLS 1（9月3日、エッチアールシー）全5名 ※「H秘書はナマがお好き8/白石ひとみ」「叫びと悦楽/樹まり子」「ボディコンスペシャル2/原田ひかり」「笑う桃/田村香織」「GUILTY5/祐木麻里」を収録

2005年
- 濃縮リバイバー 6 田村香織・仁科ひとみ （9月23日、グラントレコーズ）

2008年以降
- アリスピンクファイル あのピンクファイルで魅せる! （2008年4月11日、ALICE Pink） ※総集編
- パーフェクトディスク （2008年7月31日、ロイヤルアート）
- 復刻セレクション Wパック 男狩り ＆ 猥褻なるオブジェ （2014年9月1日、KUKI）男狩り ／猥褻なるオブジェ を収録
- 【復刻版】完全リモザイク 田村香織ディレクターズカット版 （2014年11月14日、マックス・エー）BU・SU ／ 真珠の魔性 と未公開映像を収録
- 復刻セレクション Wパック 蜜戯のマリオネット ＆ ごめんなさい （2015年3月1日、KUKI）蜜戯のマリオネット ／ごめんなさい を収録

一般作品
- 銀玉マサやん 1992年12月12日 竜企画